# Колеша Володимир Анатолійович
Володимир Анатолійович Колеша (* 1973) — старший сержант Збройних сил України, учасник російсько-української війни, що відзначився у процесі російського вторгнення в Україну в 2022 році.
Брав участь в АТО на сході України в складі 1-го гірничо-штурмового взводу 128-ої окремої гірничо-піхотної бригади (в/ч А1556), обіймав посаду стрілка-снайпера.

## Нагороди
- орден «За мужність» III ступеня (2022) — за особисту мужність і самовіддані дії, виявлені у захисті державного суверенітету та територіальної цілісності України, вірність військовій присязі[2]..